# You, Me and the Apocalypse
You, Me and the Apocalypse é uma minissérie britânica-americana de comédia dramática. A série teve sinal verde para a produção em 8 de janeiro de 2015. A série estreou na Sky One em 30 de setembro de 2015 e na NBC em 28 de janeiro de 2016. A Sky One disse em março de 2016 que não haveria uma segunda temporada.

## Enredo
Com seus dias contados, um grupo de pessoas luta com o inevitável apocalipse depois que se descobre que um cometa está em rota de colisão com a Terra.
Jamie Winton (Mathew Baynton) trabalha como gerente de banco em Slough, Inglaterra, morando com seu melhor amigo, Dave Bosley (Joel Fry), e sua mãe adotiva, Paula (Pauline Quirke). Jamie promete encontrar sua esposa, Layla (Karla Crome), que desapareceu há sete anos, e sua mãe biológica antes do cometa chegar. Em uma das muitas revelações que ocorrem antes do ataque do cometa, ele descobre que tem um irmão gêmeo chamado Ariel Conroy (também interpretado por Baynton).
Enquanto isso, Rhonda MacNeil (Jenna Fischer) é presa no Novo México, Estados Unidos, depois de assumir a culpa por um crime de hackers cometido contra a NSA por seu filho Spike (Fabian McCallum). Lá, ela conhece uma supremacia branca chamada Leanne (Megan Mullally).
Em Washington, D.C., o irmão de Rhonda, Scotty (Kyle Soller), e seu marido, o general dos EUA Arnold Gaines (Paterson Joseph), estão trabalhando para parar o cometa que causará o apocalipse.
No Vaticano, o padre Jude (Rob Lowe) e a irmã Celine (Gaia Scodellaro) trabalham para encontrar o potencial anticristo e o salvador do mundo. No final, como explicado no início da série, a maioria dessas pessoas estará em um bunker junto com Slough enquanto assiste ao apocalipse na TV.

## Recepção
A série encontrou respostas favoráveis dos críticos. No Metacritic, possui uma pontuação de 72/100 com base em 26 avaliações. No Rotten Tomatoes, possui uma classificação de aprovação de 83% com base em 31 avaliações, com uma classificação média de 7.4/10. O consenso dos críticos diz: "Você, Eu e o Apocalipse se diverte muito com o fim do mundo, se você consegue acompanhar suas reviravoltas imprevisíveis e estranhas".

## Produção
As cenas do bunker foram filmadas no West London Film Studios no Estágio 2.